# Pfarrkirche Molln

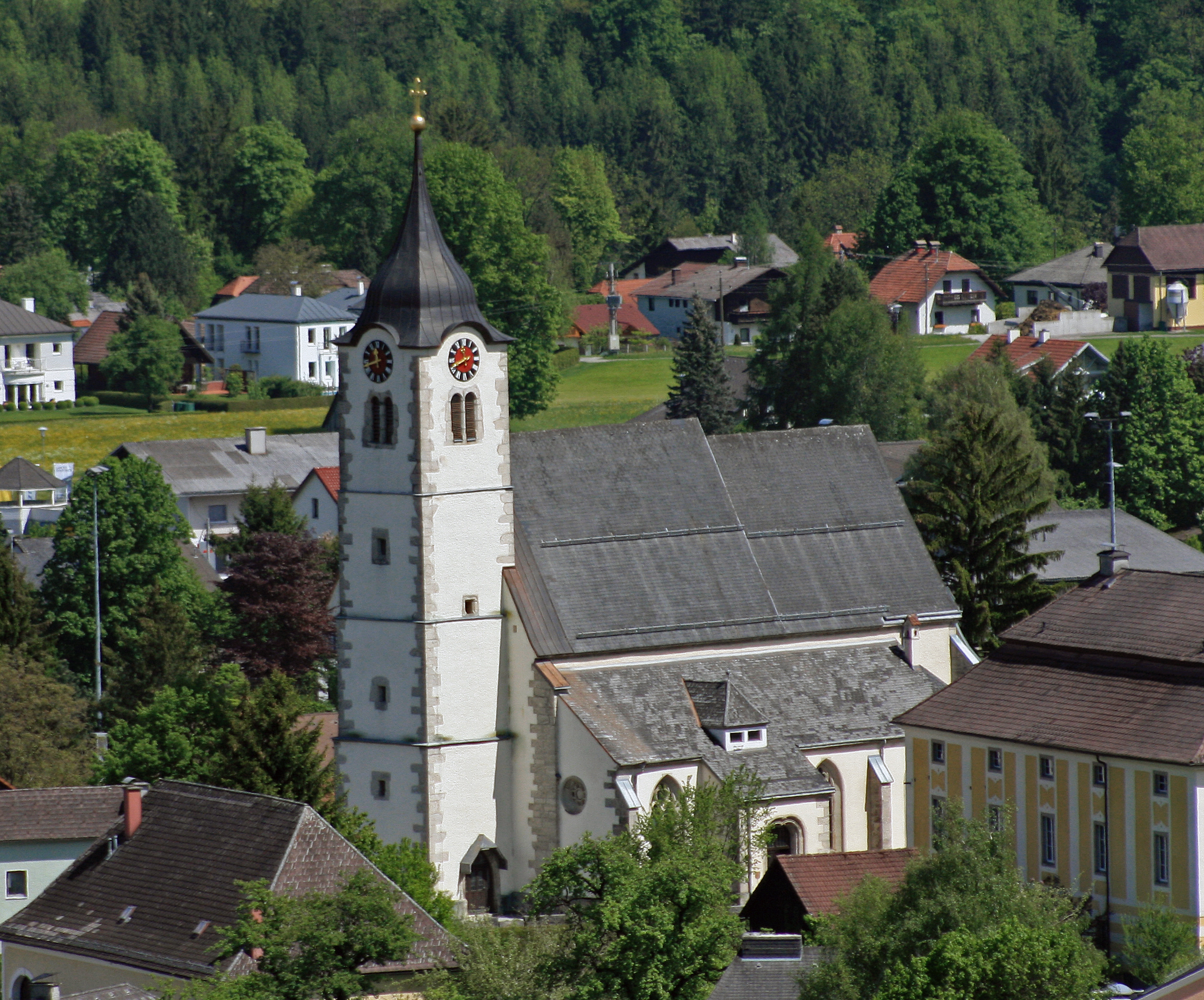
Katholische Pfarrkirche hl. Laurentius in Molln

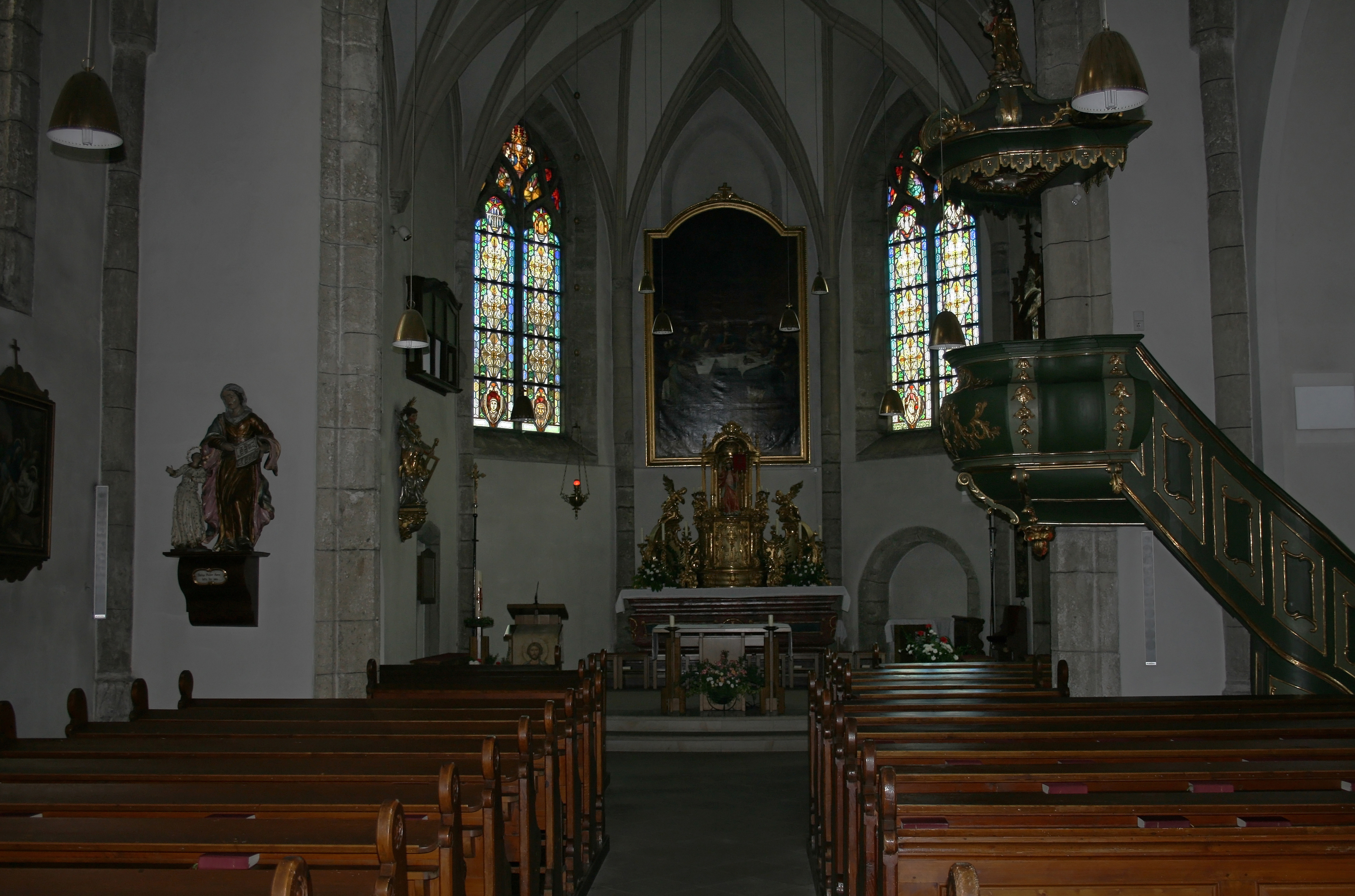
Hauptschiff mit Blick zum Chor

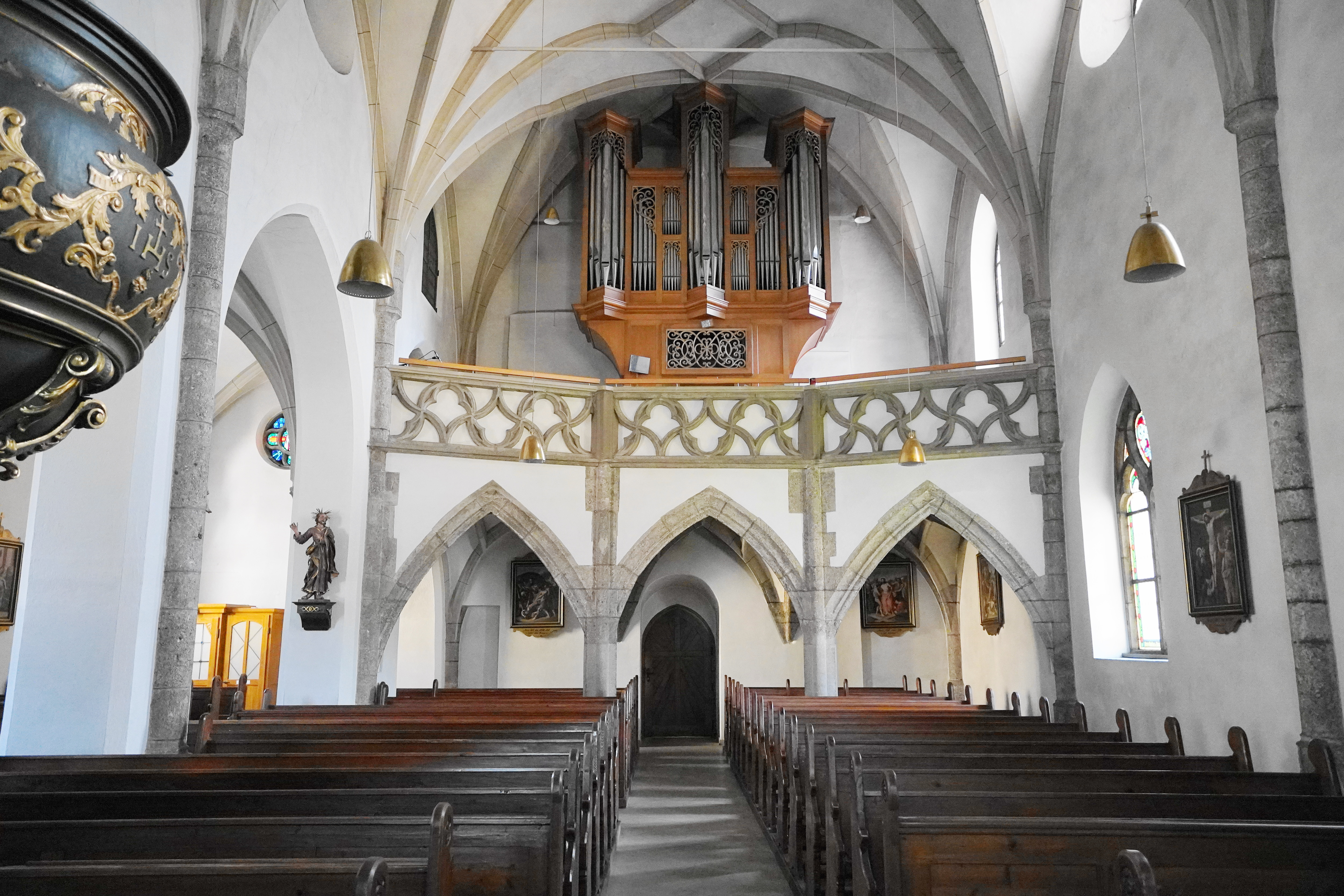
Ansicht der Empore mit der Kirchenorgel

Die römisch-katholische Pfarrkirche Molln steht in der Gemeinde Molln im Bezirk Kirchdorf in Oberösterreich. Sie ist dem heiligen Laurentius geweiht und gehört zur Pfarre Steyrtal (ehemals Dekanat Steyrtal) in der Diözese Linz. Das Bauwerk steht unter Denkmalschutz.

## Lagebeschreibung
Die Kirche steht im Ortszentrum am Kirchenplatz.

## Geschichte
Die Kirche wird um 1241 in einer Urkunde des Stiftes Garsten erstmals schriftlich erwähnt. Kirchweihen sind in den Jahren 1443 und 1519 überliefert. 1929 wurde die Kirche erweitert.
Durch die Territorialreform der Diözese Linz ist Molln seit dem 1. Jänner 2025 Pfarrteilgemeinde der Pfarre Steyrtal mit der Pfarrkirche Sierning.
Davon unberührt ist die rechtliche Existenz der juristischen Person Pfarrkirche. Gemäß § 4 der Ordnung der Pfarren der Diözese Linz bleiben die bisherigen Pfarrkirchen weiterhin als juristische Personen – zusätzlich zur juristischen Person Pfarre – bestehen.

## Kirchenbau
Kirchenäußeres
Der Westturm mit Spitzhaube wurde Anfang des 19. Jahrhunderts begonnen und 1913 abgeschlossen.
In früherer Zeit war die Pfarrkirche vom Friedhof umgeben, dieser wurde 1806 nach Westen verlegt. Am spätgotischen Langhaus und am annähernd gleichhohen Chor besteht noch der originale Dachstuhl. Die heutigen Glocken sind auf 1951 und 1957 datiert. An die im Südosten vorspringende Sakristei schließt eine Portalvorhalle an, welche eine neuromanisch gestaltete Säule aufweist.

Vorhalle der Sakristei
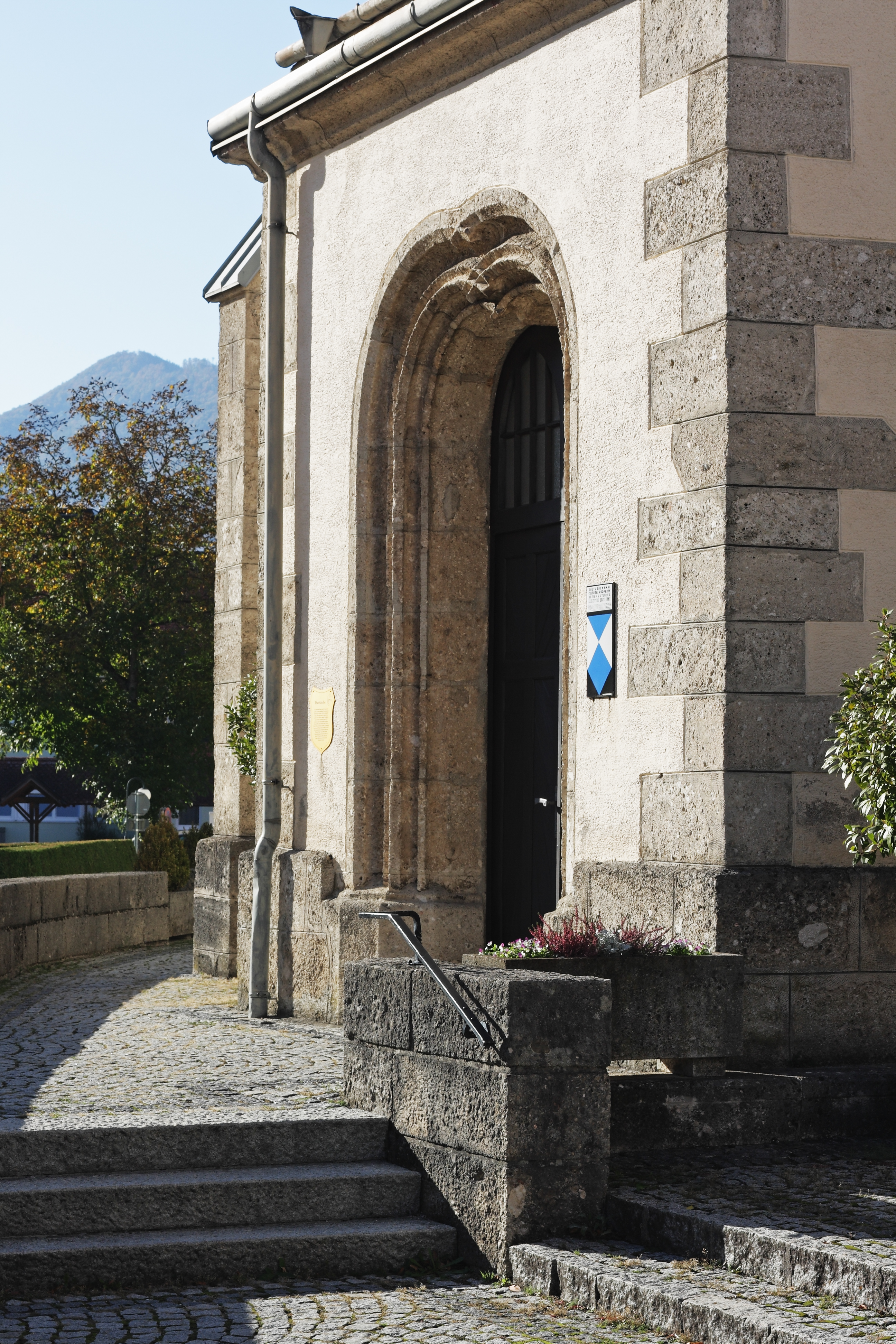
Haupteingang
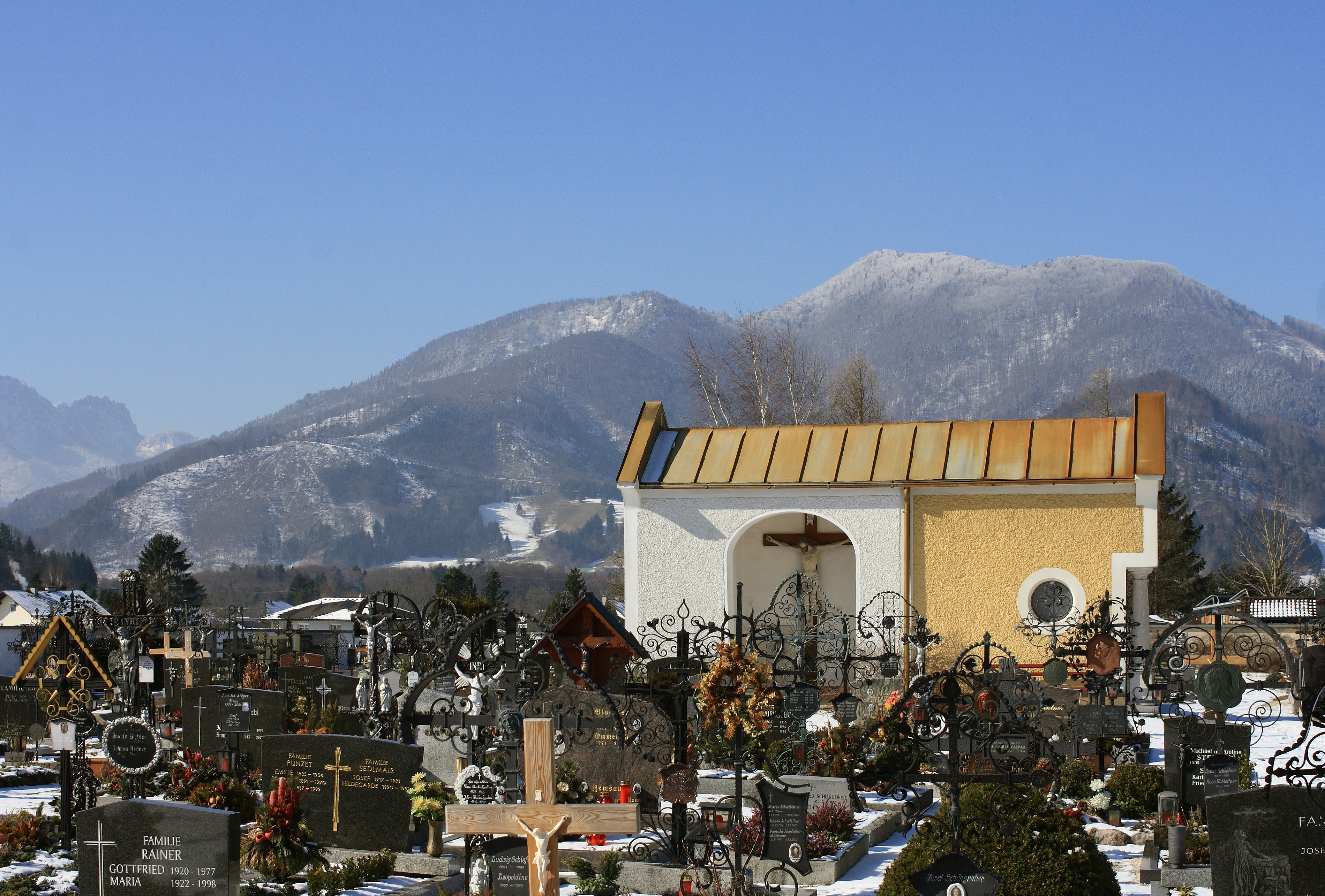
Der Friedhof
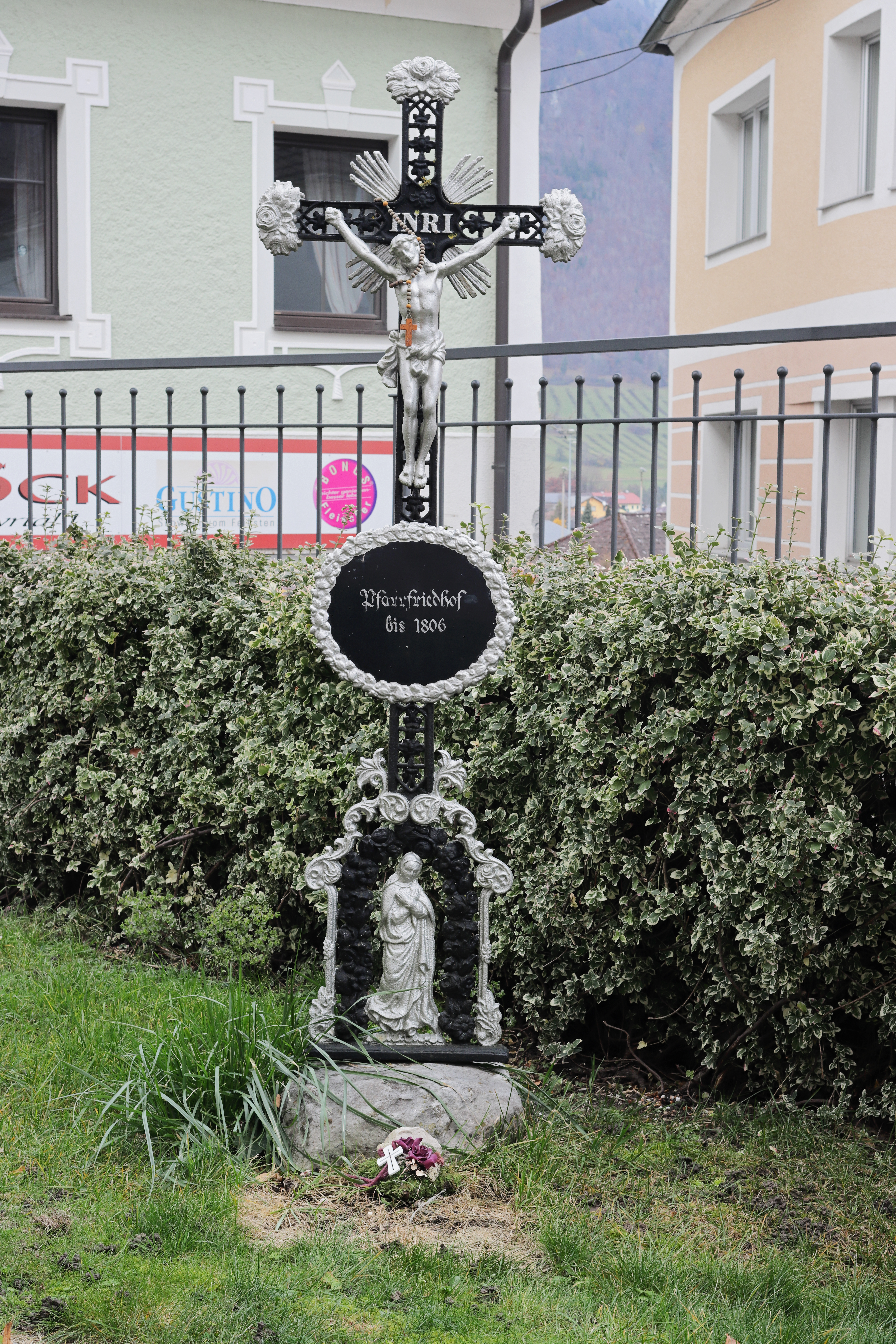
Gedenkkreuz am ehemaligen Friedhof

### Kircheninneres

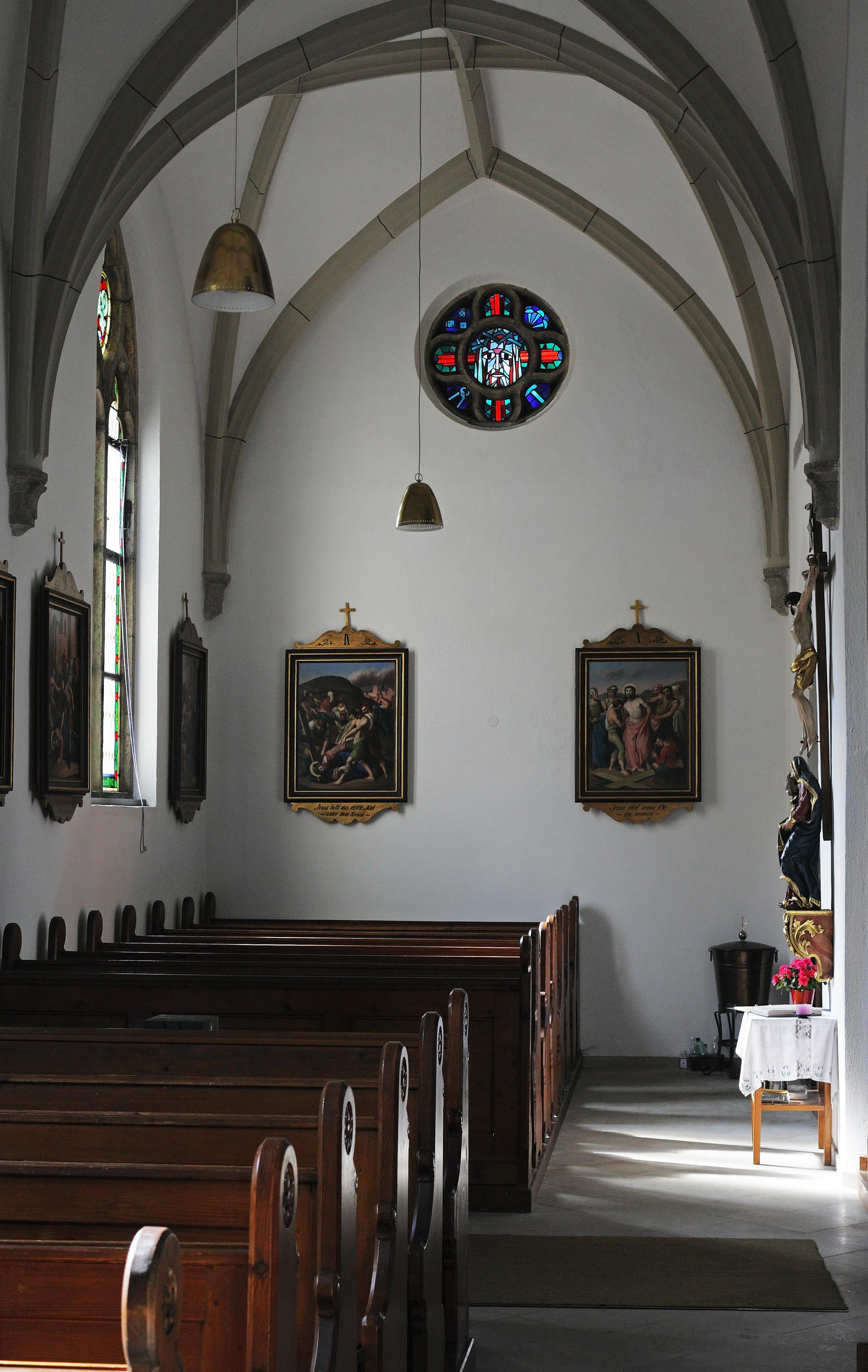
Seitenschiff mit Blick zur Rückwand

Der ursprüngliche Teil des Kirchenschiffes ist einschiffig und dreijochig. Darüber ist Netzrippengewölbe. An das alte Langhaus wurde 1929 ein südliches Seitenschiff mit vier Schiffsjochen angebaut. Der eingeschnürte Triumphbogen trennt das Kirchenschiff vom Chor. Der zweijochige Chor mit 5/8-Schluss ist netzrippengewölbt. Sowohl im Langhaus als auch im Chor sind Halbkreisdienste. Die dreiachsige Empore ist zwei Mal gebrochen. Auf der neuen Westempore steht das ehemalige Kommuniongitter aus Holz aus dem zweiten Viertel des 17. Jahrhunderts. Es wurde als Brüstungsgeländer wiederverwendet.

### Ausstattung
Der Tabernakelhochaltar wurde laut Urkunde 1769 geschaffen. Das Altarbild von Leopold Kupelwieser aus dem Jahr 1829 zeigt das „Letzte Abendmahl“. Der Hochaltar besteht aus einem prunkvollen, auf einer Mensa aufgestellten Tabernakel. Das Gemälde wurde unter Verzicht auf einen eigentlichen Altaraufbau am östlichen Chorschluss angebracht.
Die Glasmalereien der beiden seitlichen Chorfenster sind auf 1915 datiert, das linke zeigt die Motive der Evangelisten Matthäus und Markus, das rechte die Symbole von Lukas und Johannes (geflügelter Mensch, Löwe, Stier und Adler). Als Konsolenstatuen im Chor sind an der linken Chorwand der hl. Laurentius und an der rechten Chorwand der hl. Berthold (erster Abt von Garsten) angebracht. Die an barocken Formen orientierten Figuren sind neue Schöpfungen von 1934 durch Artur Rauch.
In der nördlichen Taufkapelle befindet sich ein steinernes Taufbecken mit einem neugotischen Aufbau. Die Statue des hl. Joseph mit dem Jesusknaben von 1900 steht in einer Wandnische. Die Kanzel stammt aus der Barockzeit (3. Viertel 18. Jahrhundert). Den Schalldeckel krönt die Statue von Mose mit den Gesetzestafeln.
Die drei Figuren im Langhaus sind: Gegenüber der Kanzel die barocke Figurengruppe der hl. Anna mit ihrer Tochter Maria (1. Drittel 18. Jahrhundert), am zweiten Wandpfeiler eine barocke Figur des hl. Antonius von Padua und gegenüber ein Heiliger ohne Attribute (eventuell der hl. Joseph oder der hl. Laurentius, spätes 18. Jahrhundert). Die Glasfenster im Langhaus sind teilweise mit farbigen Ornamenten versehen. Das erste Fenster ist von 1934, die vier anderen von 1913/14.
Die erste Orgel wurde 1726 aufgestellt und 1889 ersetzt. Das heutige Instrument, eine mechanische Schleifladenorgel wurde 1976 eingeweiht und 1992 renoviert.
An der östlichen Stirnwand des neuen Seitenschiffes hängt ein bemaltes, schmiedeeisernes Rokoko-Grabkreuz (18. Jahrhundert).

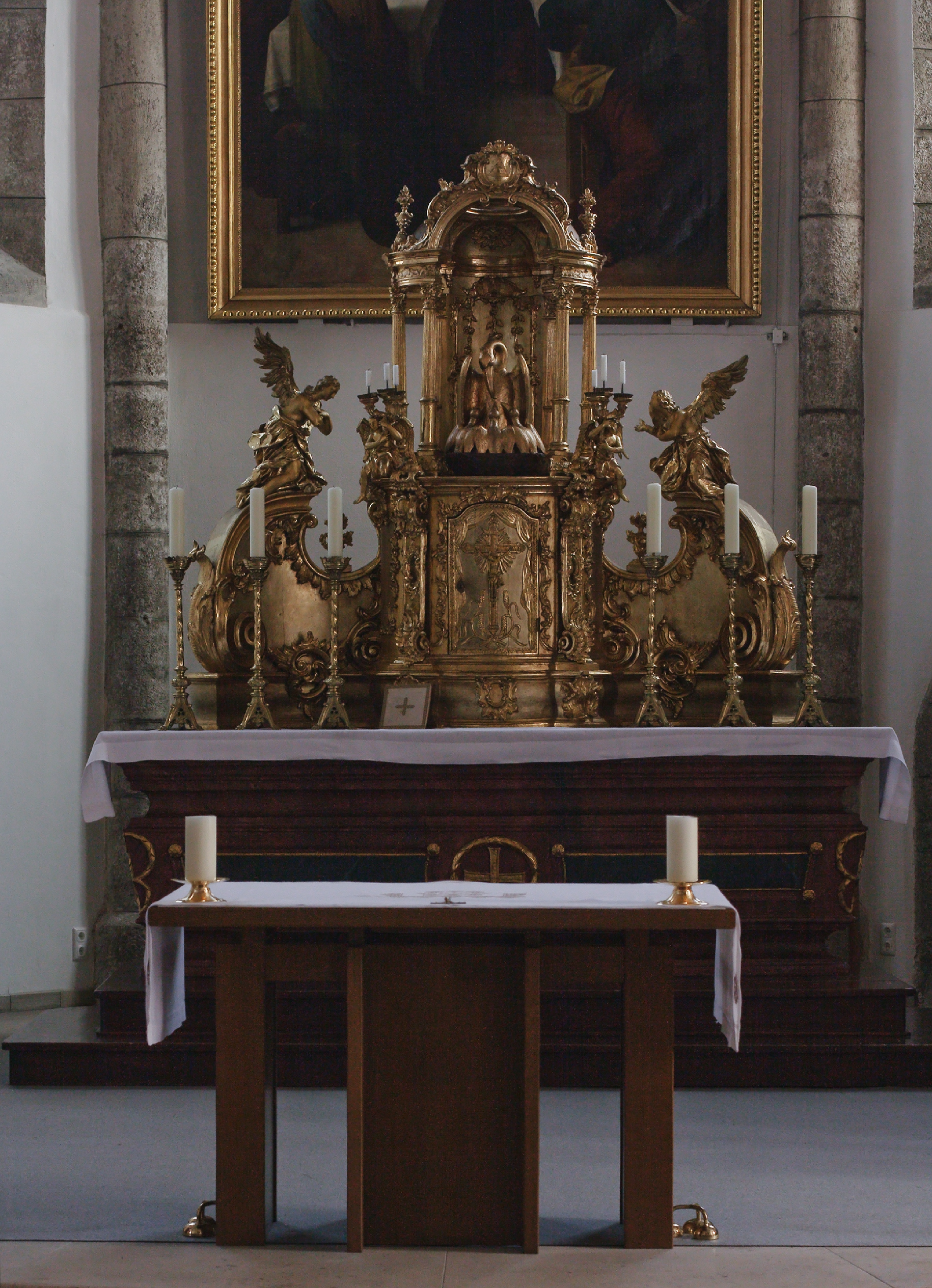
Volksaltar und Tabernakel
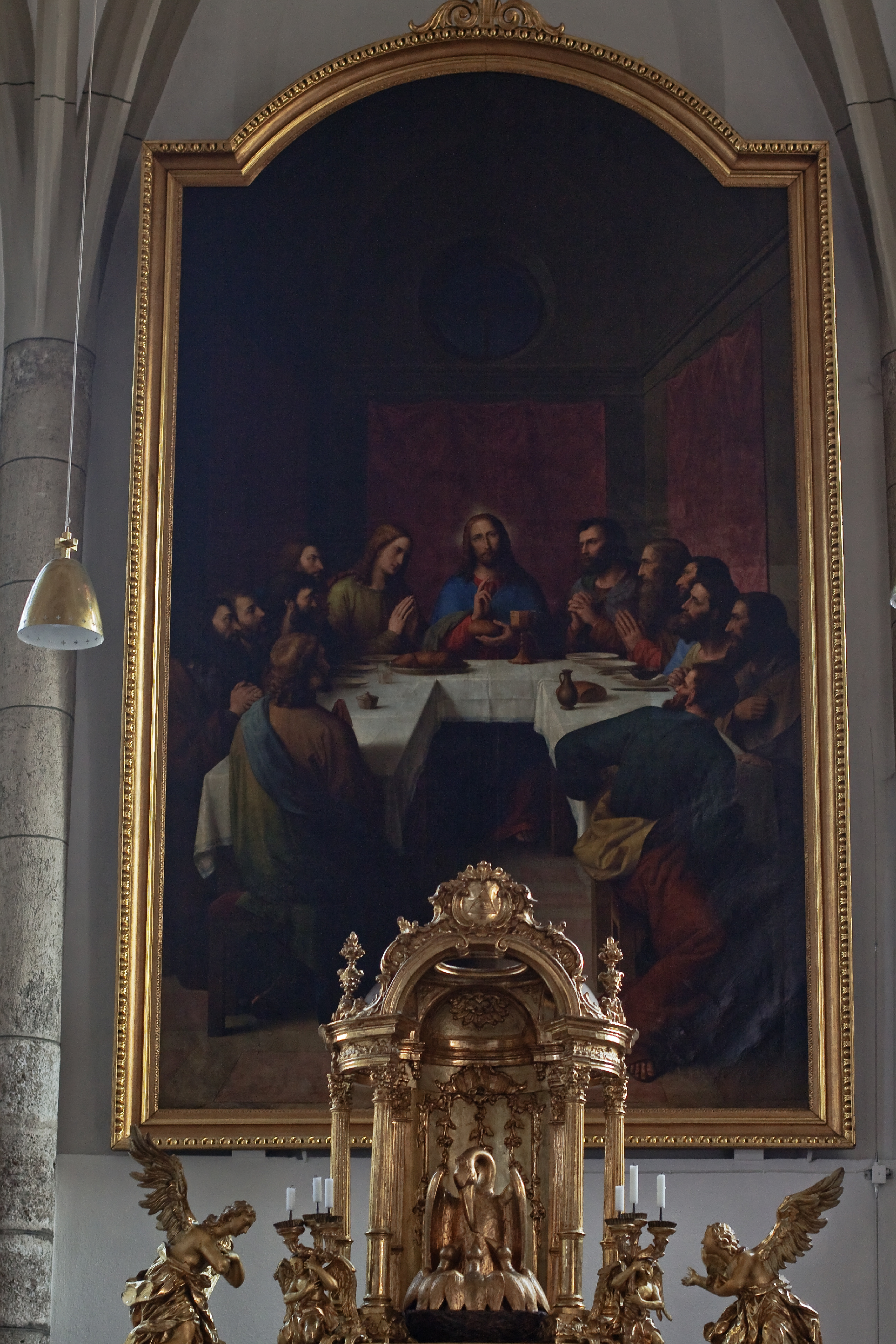
Kupelwieser-Gemälde und der obere Teil des Tabernakels
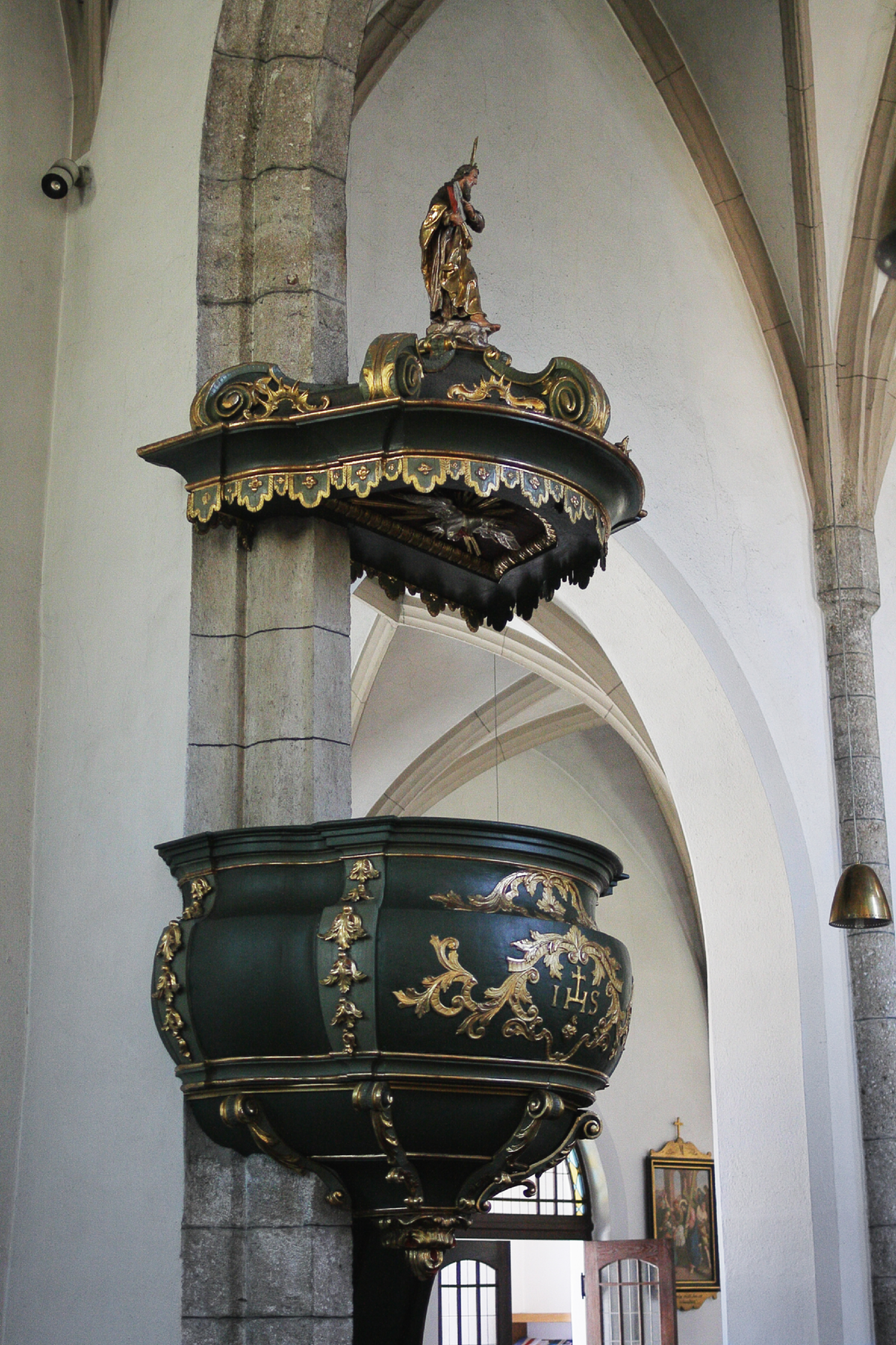
Barocke Kanzel mit Mosesstatue
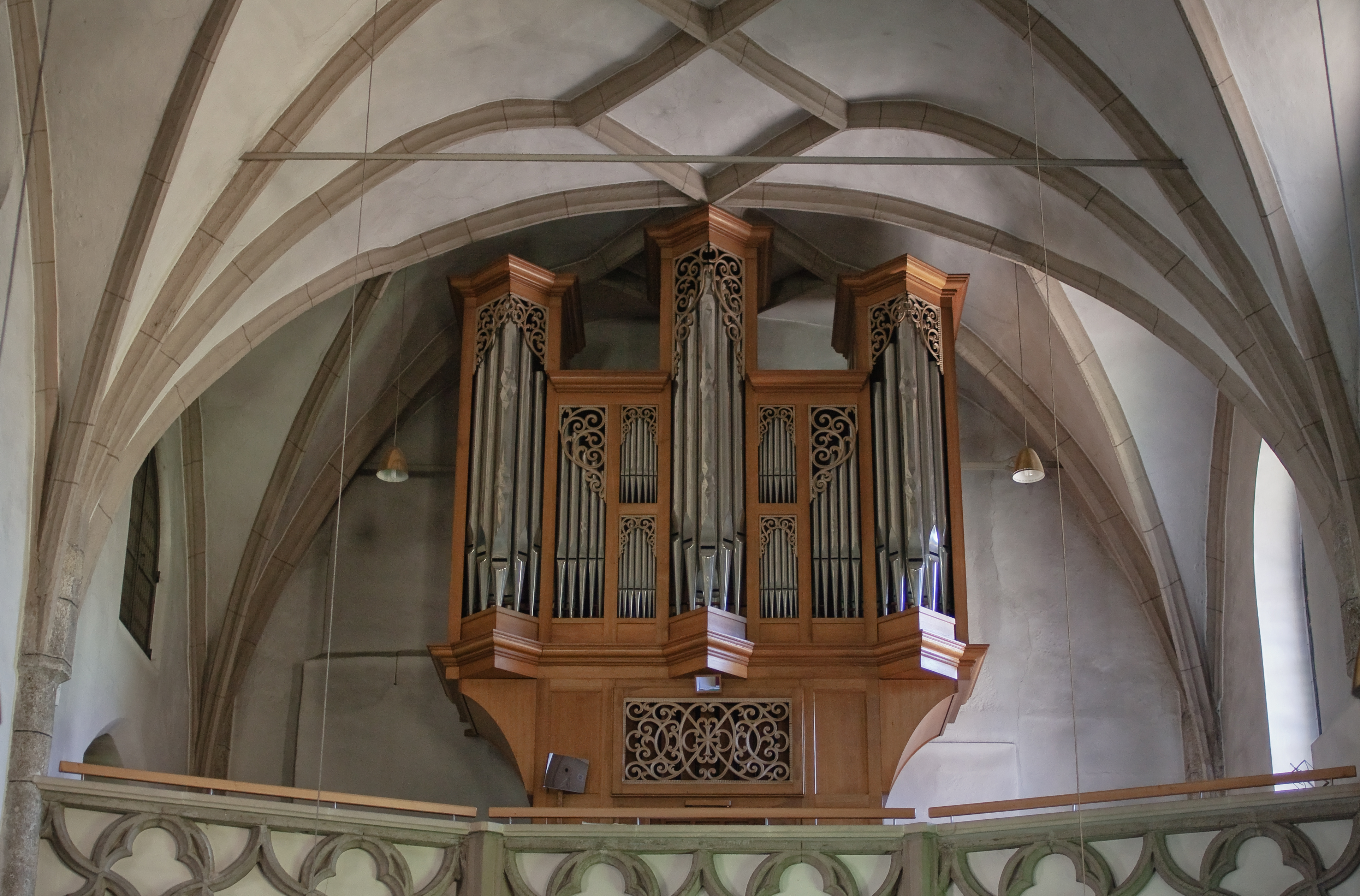
Die Orgel
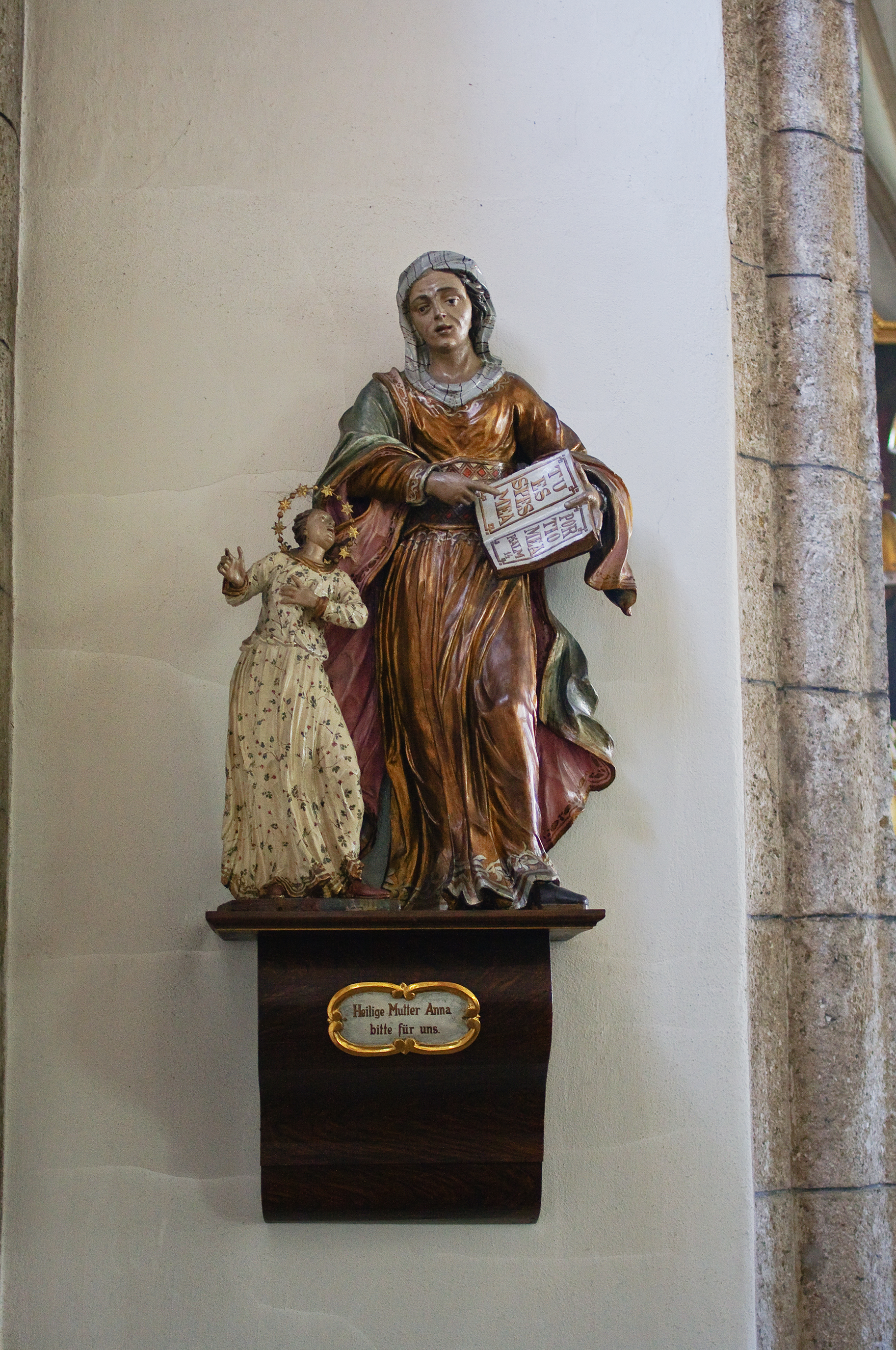
Figurengruppe Hl. Anna und Maria
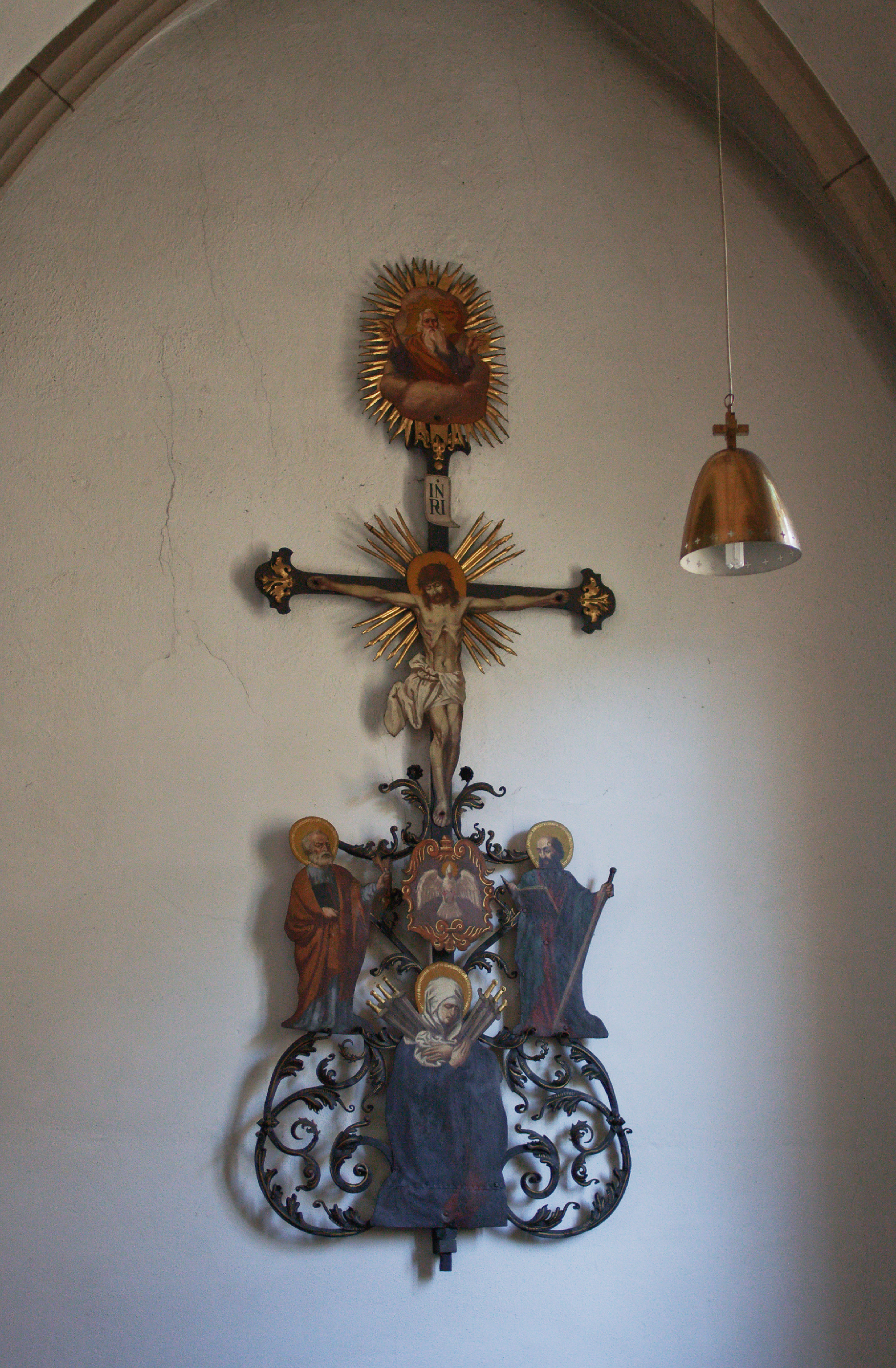
Rokoko-Grabkreuz